# World League of American Football
Die World League of American Football (WLAF) war in den Jahren 1991 und 1992 ein Ableger der National Football League (NFL), der bedeutendsten Profiliga im American Football.
Nachdem die zehn Teams aus Nordamerika und Europa zweimal den World Bowl ausgespielt hatten, wurde der Spielbetrieb mangels kommerziellem Erfolg gerade in den USA ausgesetzt. Ab 1995 wurde der Spielbetrieb nur mit europäischen Mannschaften als World League, später NFL Europe bzw. NFL Europa wieder aufgenommen.

## Vorgeschichte: US-Profi-Football im Frühjahr und in Europa
Die NFL hatte bereits mehrmals mit Konkurrenzligen zu tun, die Nischen erfolgreich besetzten, so etwa nach dem Zweiten Weltkrieg durch verbesserte Reisemöglichkeiten eine Expansion weg von bisherigen Zentrum im Nordosten in den Süden und an die Westküste, oder durch TV-Übertragungen vergrößerte Einnahmen gegenüber dem begrenzten Eintrittskartenverkauf. Einige Mannschaften der AAFC konnten in die NFL übernommen werden, in den 1960er fusionierte man gar mit der AFL, die sich auf von der NFL vernachlässigte TV-Sender gestützt hatte.
Schon in den 1970er Jahren entwickelten der Kick Scout der Dallas Cowboys Bob Kap mit dem ehemaligen Präsidenten des Fußballclubs TSV 1860 München Adalbert Wetzel den Plan einer Tochter-Minor-League der NFL für Europa, genannt Intercontinental Football League. Diese sollte ab 1975 zuerst mit sechs, später aber mit zehn Teams in Europa und Asien (ein Team sollte im asiatischen Teil Istanbuls spielen) den Spielbetrieb aufnehmen; die NFL-Eigentümer nahmen den Plan im Sommer 1974 an und beauftragten Al Davis und Tex Schramm mit der Durchführung. Wegen des NFL-Spielerstreiks, der schwierigen wirtschaftlichen Lage (Ölkrise), der Konkurrenz der World Football League und vor allem der fehlenden Verbreitung des American Footballs in Europa wurde der Plan 1975 jedoch zuerst verschoben und schließlich aufgegeben. Beide Ligen waren ihrer Zeit voraus, denn erst in den 1980er Jahren wuchs durch das Kabelfernsehen wieder die Anzahl der Sender, die Footballspiele übertragen konnten und wollten.
Nachdem die US-TV-Station ABC bei der Vergabe der NFL-Rechte leer ausgegangen war, gründeten einige reiche Unternehmer, unter ihnen Donald Trump, im Jahr 1982, in dem zudem viele NFL-Spieler streikten und Spiele ausfielen, die United States Football League (USFL), mit welcher sie ab 1983 der etablierten NFL indirekte Konkurrenz machen wollten. Der Clou dabei war, dass sie zeitlich versetzt im Frühjahr spielen wollten, obwohl bzw. weil Football in den USA auf allen Ebenen traditionell in der Kernzeit September bis November gespielt wird. Im Frühjahr spielten Basketball und Hockey ihre Meister aus, dann kommt Baseball als „Nationaler Zeitvertreib“ mit mehreren Spiel am Tag zum Zug, wobei die World Series erst im Oktober ausgespielt wird und manche Stadien damals von NFL und MLB genutzt wurden, für Football eher ungünstig. Das Ausweichmanöver funktionierte durchaus für die USFL, war aber eine nur eine Marktnische, auf Zweitklassigkeit festgenagelt. Nachdem die USFL jedoch beschloss, ab 1986 den Stier bei den Hörnern zu packen und auch im Herbst gleichzeitig mit der NFL sowie dem College Football spielen zu wollen, kam es zum Konflikt um Sendeplätze und Verfügbarkeit von Stadien. Zudem klagte die USFL gegen die NFL mit dem Vorwurf einer Monopol-Bildung für Profi-Football, gewann den Prozess auch, bekam aber nur einen symbolischen Schadensersatz von 1 $ zugesprochen. Für die NFL bedeutete dies, sowohl in Sachen Monopolstellung als auch Frühjahrstermin und Erweiterung auf zusätzliche Städte oder Länder wachsam und proaktiv tätig zu sein.
Im Großbritannien wurde durch Übertragungen im dortigen Privatfernsehen (Channel 4) die amerikanische Profi-Football-Liga NFL bekannt. Dies nutzte die NFL, um ab 1986 jeweils im Sommer unter der Bezeichnung American Bowl ein Vorbereitungsspiel im Londoner Wembley-Stadion auszutragen, beginnend mit dem hochkarätigen Match von „America's Team“ Dallas Cowboys gegen die amtierenden Superbowl-Champions Chicago Bears.
Um Märkte außerhalb der USA zu erschließen, um Nachwuchsspielern und Reservisten Spielpraxis zu vermitteln und nicht zuletzt um erneute Monopolklagen zu entkräften, entstand bei einigen Besitzern von NFL-Teams der Plan, eine eigene Liga mit Nachwuchsmannschaften zu gründen, ähnlich wie es die Baseball-Clubs mit ihren „Farm Teams“ machen. Man legte wiederum die Spielzeit auf das Frühjahr, so dass die besten Spieler anschließend noch an der Vorbereitung der eigentlichen NFL-Clubs teilnehmen konnten.
Da diese neue Football-Liga nicht auf die USA begrenzt sein sollte, sondern weltweit präsent sein sollte, nannte man sie World League of American Football, kurz WLAF. Aufgrund der enormen Entfernungen und Zeitverschiebungen wurde jedoch Australien, Asien bzw. Japan (wo die NFL auch Preseason-Spiele ausgetragen hat) sowie Hawaii wieder ausgeklammert.
Im Jahre 1990 wurde diese neue Liga angekündigt. Nachdem die NFL auf der britischen Insel schon hinreichend bekannt war, wurde zu Promotionszwecken und angesichts des Falls der Berliner Mauer die American-Bowl-Serie ins Olympiastadion Berlin verlegt. Dort fanden von August 1990 (Kansas City Chiefs – Los Angeles Rams) bis August 1994 (New York Giants – San Diego Chargers) fünf Spiele statt. Ab 1995 wurde nach zwei Jahren Pause wieder die World League fortgesetzt, auf Europa begrenzt.

## Die WLAF von 1991 bis 1992
Der Spielbetrieb der WLAF startete im März 1991 mit sechs Teams aus den USA, drei aus Europa und einem Team aus Kanada, damals noch eingeteilt in drei Divisionen. In Europa kam neben dem schon etablierten London auch Barcelona zum Zuge, als Olympiastadt 1992 mit renoviertem Olympiastadion. Für Deutschland wurde Frankfurt ausgewählt, aufgrund des dort zahlreich vertretenen US-Militärs, von dem man sich eine sichere Fan-Basis erhoffte, da man auf die deutschen Fans alleine nicht so recht vertrauen wollte. Als Präsident der Galaxy wird Oliver Luck eingesetzt, ein ehemaliger Quarterback der Houston Oilers und deutschstämmiger Rechtsanwalt. Ein Team in Italien, insbesondere Mailand, war auch in der Diskussion.
Das Eröffnungsspiel fand am Samstag, 23. März 1991 im Frankfurter Waldstadion vor 23.167 Zuschauern statt. Die Frankfurt Galaxy erzielte zwar mit einem Safety die allerersten zwei Punkte, verlor aber gegen die London Monarchs mit 11:24. Die Fernsehübertragung für Deutschland erfolgte beim damaligen Sender Tele 5.

### Kader
Die Spielerkader setzten sich größtenteils zusammen aus hoffnungsvollen Nachwuchsspielern, die keinen Platz in den NFL-Teams ergattern konnten, einigen von den NFL-Mannschaften abgestellten Ersatzleuten, die Spielpraxis sammeln sollten, sowie den sogenannten „Nationals“. Diese nicht-amerikanischen Akteure aus aller Herren Ländern sollten das internationale Interesse verstärken. In der ersten Saison wurden teilweise noch Kugelstoßer, Leichtathleten oder Judo-Kämpfer umgeschult, was nicht zum Erfolg führte. Später setzte man erfahrene Talente aus meist deutschen Amateurmannschaften ein, die einen wesentlichen Beitrag zum Spiel leisten konnten und in Einzelfällen auch den Sprung in die NFL schafften.

### Spielzeit 1991

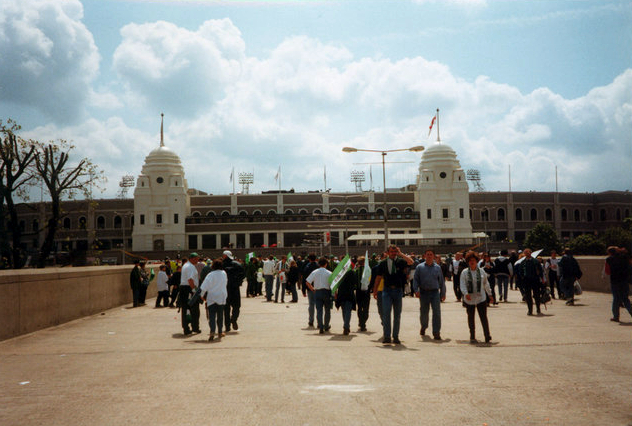
Wembley-Stadion, Schauplatz des World Bowl I

Gespielt wurde von April bis Juni, in zehn Spielen. Als Austragungsort des World Bowls wurde das Wembley-Stadion in London festgelegt, der damalige Satelliten-TV-Sender Super Channel sollte europaweit live übertragen. Überraschenderweise schlugen die drei europäischen Mannschaften die Gegner aus Übersee meist deutlich, zum Missfallen der dortigen Fans und Presse. Als Grund wurde angeführt, dass US-Spieler als „Prophet im eigenen Land“ nur als bestenfalls zweitklassige Pausenfüller galten, in Europa jedoch durch längere gemeinsame Auslandsaufenthalte eher zu einer Einheit zusammengeschweißt wurden und als Topathleten vor begeisterten Kulissen spielten. Die nordamerikanischen Teams erzielten bestenfalls ausgeglichene 5-5 Bilanzen; die Raleigh-Durham Skyhawks verloren gar alle zehn Spiele und auch noch ihren Platz in der Liga, da sie 1992 durch Ohio Glory ersetzt wurden.
Vier Mannschaften zogen in die Playoffs ein, neben den drei Divisionsmeistern (in Europa die bis zum letzten Spieltag ungeschlagenen London Monarchs) auch als Wildcard das beste der restlichen Teams. Dafür waren nur Frankfurt und Barcelona Dragons im Rennen, mit 7-2 Bilanzen vor dem letzten Spieltag und Vorteil Frankfurt durch Sieg im direkten Vergleich während Barcelona noch zu den bislang ungeschlagenen Monarchs ins Wembley-Stadion musste. Es wurde erwartet, dass Frankfurt Galaxy in die Playoffs einzieht, da allenthalben als zweitbeste Mannschaft eingestuft, mit Niederlage gegen London im Auftaktspiel, allerdings auch mit einer Niederlage in Sacramento, die am letzten Spieltag erneut gegen Sacramento Surge hätte ausgeglichen werden können. Vor großer Kulisse im Waldstadion handelte sich die Galaxy allerdings eine zweite Pleite gegen Sacramento ein (der 1992 noch eine dritte folgte), somit eine 7-3 Bilanz. In Kenntnis dieses Ergebnisses hätte ein Sieg der Monarchs gegen die Dragons London eine perfekte 10-0 Saison beschert, aber auch Frankfurt ins Halbfinale verholfen, mit möglicher Revanche im World Bowl für das Eröffnungsspiel. Es qualifizierten sich jedoch die Barcelona Dragons mit einem unerwarteten und knappen Sieg mit ihrer 8-2 Saison. In den Halbfinalspielen schlugen die beiden europäischen Teams erwartungsgemäß ihre amerikanischen mit 5-5 Bilanzen eher mittelmäßigen Gegner in deren Stadien da das Wembley-Stadion am Halbfinaltermin durch Fußball belegt war und auch die Monarchs in die USA reisen mussten, anstatt drei Heimspiele in Folge spielen zu können. Der World-Bowl-Heimsieg der London Monarchs in Wembley war quasi nur noch Formsache, 21:0 gegen Barcelona.

### Spielzeit 1992

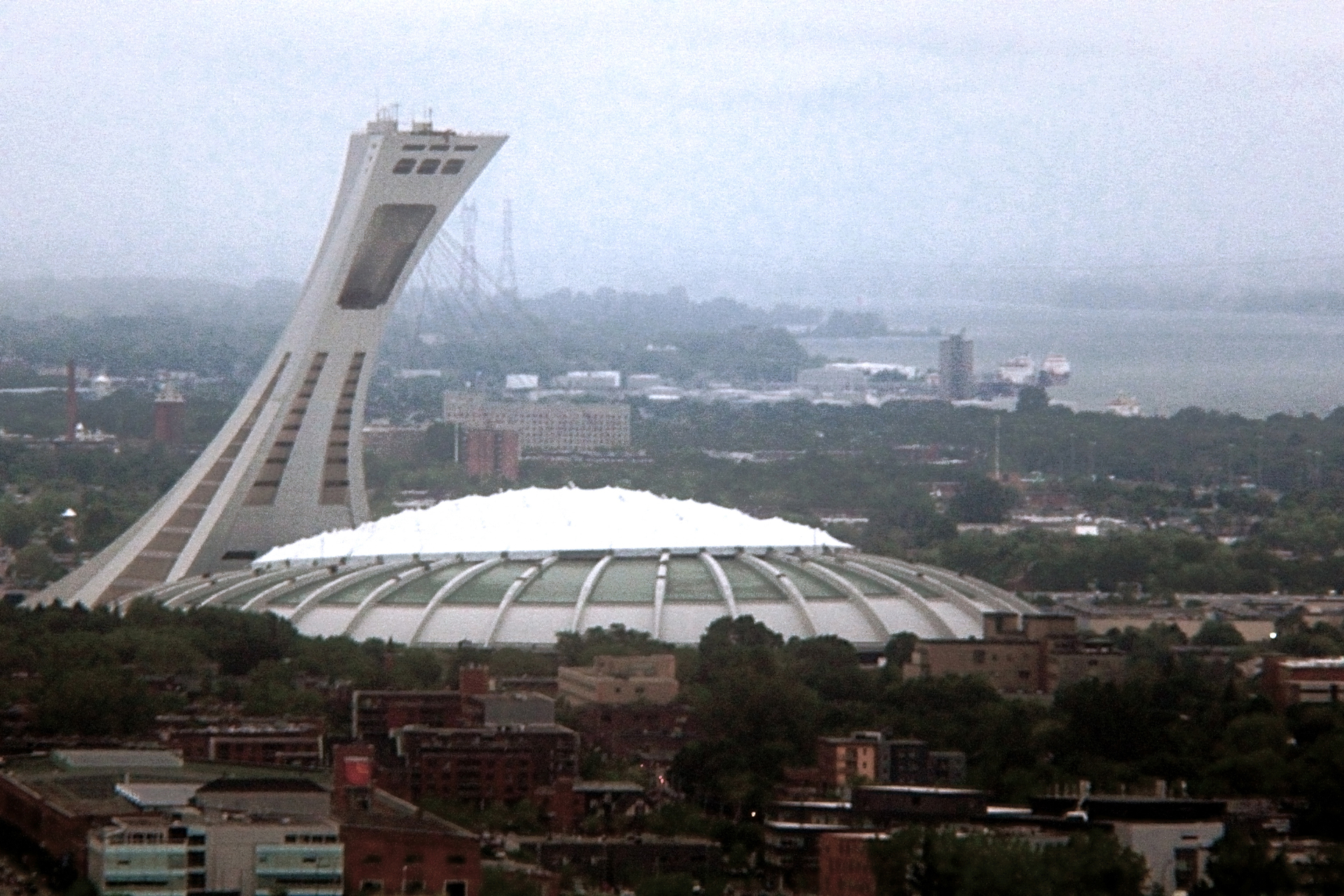
Olympiastadion Montreal, Schauplatz des World Bowl II

Für die zweite Saison wurde darauf geachtet, dass die US-Teams die besseren Spieler bekamen, zudem spielte Ohio Glory anstatt der 1991 sieglosen Raleigh–Durham Skyhawks. Die Fans in Europa hielten ihren nun nicht mehr so siegreichen Mannschaften jedoch die Treue, im Zweifelsfall feierten die Fans sich selbst. Die Erfolgsbilanzen waren gegenüber 1991 vertauscht. Die USA entsendeten nach zehn Spieltagen drei Mannschaften mit je nur 2 Niederlagen in die Playoffs. In Europa entkamen nur die Barcelona Dragons mit 5-5 einer Negativ-Bilanz und konnten zudem im Halbfinale bei Sacramento Surge mit 15-17 beinahe einen Außenseitersieg erzielen, gegen den späteren World Bowl '92 Sieger, der in Kanada Orlando Thunder mit 21-17 schlug.
Auch mit nun erfolgreichen US-Teams konnte die Welt-Liga ihre selbstgesteckten Ziele im Heimatmarkt nicht erreichen, obwohl spektakuläre Neuerungen (u. a. TV-Kamera im Helm, betont offensive Spielweise) und auch Regeländerungen (u. a. Zweipunkt-Conversion wie im College-Football) ausprobiert wurden. Geduld und Kapital für eine weitere Saison mit transatlantischen Reisen, großen Zeitdifferenzen und in Ländern mit vier verschiedenen Sprachen brachten die Eigner nicht auf.
Abgesehen von den als zweitklassig belächelten Profi-Spielern (die jedoch besseren Football als die populären Studenten-Mannschaften der Colleges bieten konnten) war die Zeitplanung wohl ein Fehler. Obwohl in den USA traditionell nur von Ende August bis Anfang Januar Football gespielt wird, spielte die WLAF, genauso wie später auch die NFL Europe, im Frühjahr, in dem traditionell die Baseball-Saison beginnt und andere Ligen ihre Meisterschaften ausspielen. Die von Donald Trump mitfinanzierte USFL nutzte von 1983 bis 1985 mit teils hochklassigen Spielern und Trainern diese Frühjahrs-Nische zwar halbwegs erfolgreich, wollte sich aber ab Herbst 1986 direkt mit der NFL messen oder eine Fusion erzwingen. Der Parallelbetrieb scheiterte an nicht ausreichend verfügbaren TV-Sendeplätzen sowie an belegten Stadien, was gerichtlich zwar als NFL-Monopolstellung bescheinigt wurde, der USFL aber nur symbolischen Schadensersatz einbrachte.

### Vorläufiges Ende
Konsequenterweise wurde der Spielbetrieb der WLAF von den Investoren (einige der NFL-Team-Besitzer) eingestellt – vorerst, wie es hieß. Kurioserweise scheiterte somit die „Weltliga des American Football“ nicht wie befürchtet an Desinteresse außerhalb der USA, sondern in der Heimat der Sportart. Die Jahre 1993 und 1994 wurden jedoch für die Ausarbeitung eines neuen Konzeptes genutzt. Zudem liefen die „American Bowl“-Spiele in Berlin weiter.
Zwei der Besitzer US-amerikanischer Mannschaften bewarben sich um die Aufnahme in die Canadian Football League CFL. Aus den Sacramento Surge wurden die Sacramento Gold Miners, welche 1993 als erstes US-Team in der CFL spielten. Dagegen kam der geplante Start der San Antonio Riders in der CFL unter dem Namens Texans nicht zustande. Allerdings zogen die Gold Miners 1995 nach San Antonio und übernahmen den Namen Texans.

### Comeback der World League 1995
Nach zweijähriger Pause nahm man 1995 den Spielbetrieb wieder auf – ohne Teams in den USA, mit einer rein europäischen Liga, die aber den nun auf World League verkürzten Namen vorerst beibehielt. Mit der Änderung der Bezeichnung NFL Europe ab 1998 versuchte man die Anbindung an die amerikanische Mutter stärker zu betonen. Die NFL Europe spielte bis 2007, zuletzt hauptsächlich mit Mannschaften in Deutschland.

## Mannschaften
Standorte und Divisionen der WLAF-Teams
| Land                   | Team                        | Division | Spielort                                                            | Spielzeit |
| ---------------------- | --------------------------- | -------- | ------------------------------------------------------------------- | --------- |
| Vereinigtes Konigreich | London Monarchs             | European | Wembley-Stadion, London                                             | 1991/92   |
| Spanien                | Barcelona Dragons           | European | Olympiastadion, Barcelona                                           | 1991/92   |
| Deutschland            | Frankfurt Galaxy            | European | Waldstadion, Frankfurt                                              | 1991/92   |
| Kanada                 | Montreal Machine            | NA East  | Olympiastadion, Montreal                                            | 1991/92   |
| Vereinigte Staaten     | New York/New Jersey Knights | NA East  | Giants Stadium, East Rutherford                                     | 1991/92   |
| Vereinigte Staaten     | Orlando Thunder             | NA East  | Florida Citrus Bowl, Orlando                                        | 1991/92   |
| Vereinigte Staaten     | Raleigh–Durham Skyhawks     | NA East  | Carter-Finley Stadium, Raleigh                                      | 1991      |
| Vereinigte Staaten     | Ohio Glory                  | NA East  | Ohio Stadium, Columbus                                              | 1992      |
| Vereinigte Staaten     | Birmingham Fire             | NA West  | Legion Field, Birmingham                                            | 1991/92   |
| Vereinigte Staaten     | San Antonio Riders          | NA West  | Alamo Stadium, San Antonio                                          | 1991/92   |
| Vereinigte Staaten     | Sacramento Surge            | NA West  | Hughes Stadium, Sacramento (1991) Hornet Stadium, Sacramento (1992) | 1991/92   |

## Spielzeiten

### Saison 1991
| Team                        | Record | PF  | PA  |
| --------------------------- | ------ | --- | --- |
| Europa                      |        |     |     |
| London Monarchs             | 9-1-0  | 310 | 121 |
| Barcelona Dragons           | 8-2-0  | 206 | 126 |
| Frankfurt Galaxy            | 7-3-0  | 155 | 139 |
| North America East          |        |     |     |
| New York/New Jersey Knights | 5-5-0  | 257 | 155 |
| Orlando Thunder             | 5-5-0  | 252 | 286 |
| Montreal Machine            | 4-6-0  | 145 | 244 |
| Raleigh-Durham Skyhawks     | 0-10-0 | 123 | 300 |
| North America West          |        |     |     |
| Birmingham Fire             | 5-5-0  | 140 | 140 |
| San Antonio Riders          | 4-6-0  | 176 | 196 |
| Sacramento Surge            | 3-7-0  | 179 | 229 |

Playoffs
| Barcelona Dragons     | 10 | Birmingham Fire             | 3  |
| London Monarchs       | 42 | New York/New Jersey Knights | 26 |
| World Bowl I (London) |    |                             |    |
| London Monarchs       | 21 | Barcelona Dragons           | 0  |

### Saison 1992
| Team                         | Record | PF  | PA  |
| ---------------------------- | ------ | --- | --- |
| Europa                       |        |     |     |
| Barcelona Dragons            | 5-5-0  | 104 | 161 |
| Frankfurt Galaxy             | 3-7-0  | 150 | 257 |
| London Monarchs              | 2-7-1  | 178 | 203 |
| North American East Division |        |     |     |
| Orlando Thunder              | 8-2-0  | 247 | 127 |
| New York/New Jersey Knights  | 6-4-0  | 248 | 188 |
| Montreal Machine             | 2-8-0  | 175 | 274 |
| Ohio Glory                   | 1-9-0  | 132 | 230 |
| North American West Division |        |     |     |
| Sacramento Surge             | 8-2-0  | 250 | 152 |
| Birmingham Fire              | 7-2-1  | 192 | 165 |
| San Antonio Riders           | 7-3-0  | 195 | 150 |

Playoffs
| Orlando Thunder          | 45 | Birmingham Fire   | 7  |
| Sacramento Surge         | 17 | Barcelona Dragons | 15 |
| World Bowl II (Montreal) |    |                   |    |
| Sacramento Surge         | 21 | Orlando Thunder   | 17 |